# 프레즈노고추
프레즈노고추(영어: fresno chili pepper 프레즈노 칠리 페퍼[*])는 재배종 고추이다. 

## 특징
스코빌 지수가 2,500~10,000(SHU) 정도로, 적당히 매운 고추이다.

## 사진 갤러리

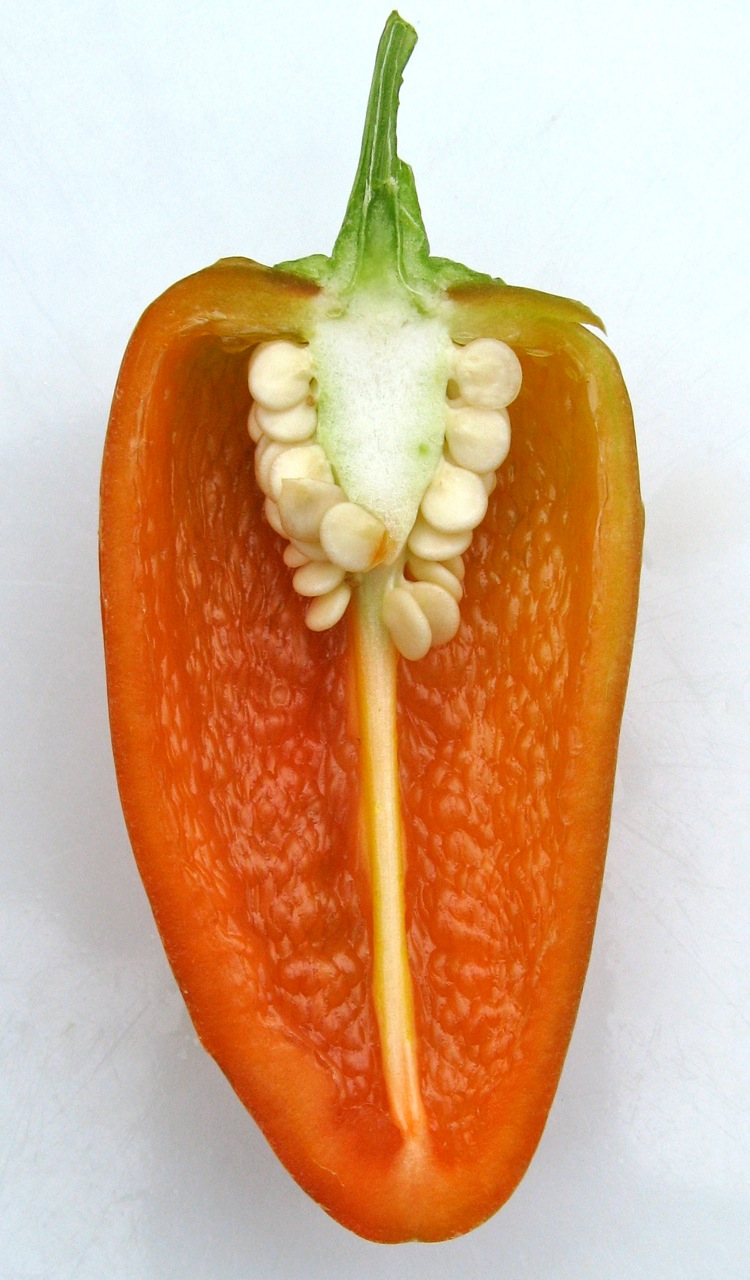
프레즈노고추 단면

## 같이 보기
- 할라페뇨고추